# Dwiki Dharmawan
Dwiki Dharmawan (ur. 19 sierpnia 1966 w Bandungu) – indonezyjski muzyk jazzowy, kompozytor, pianista i keyboardzista; jeden z założycieli zespołu Krakatau.
Z formacją Krakatau wydał osiem albumów: First Album (1987), Second Album (1988), Kembali Satu (1989), Let There Be Life (1992), Mystical Mist (1994), Magical Match (2000), 2 Worlds (2006), Rhythm of Reformation (2006).
W 1991 roku został wyróżniony jako najlepszy aranżer muzyczny (Penata Musik Terbaik) na Festival Film Indonesia. Zdobył także Grand Prize Winner na festiwalu Asia Song Festival 2000, który odbywał się na Filipinach. 23 marca 2011 r. artysta otrzymał nagrodę Nugraha Bhakti Musik Indonesia od stowarzyszenia PAPPRI (Persatuan Artis Penyanyi, Pencipta Lagu, dan Penata Musik Rekaman Indonesia).